# Костянтинівське артилерійське училище
59°55′10″ пн. ш. 30°18′59″ сх. д. / 59.919518° пн. ш. 30.316481° сх. д.

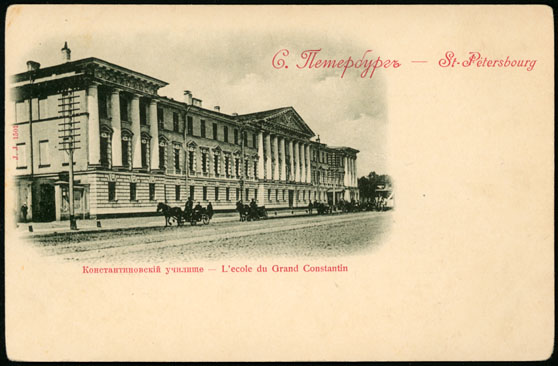
Будинок училища

Костянтинівське артилерійське училище — військово-навчальний заклад Російської імператорської армії, яке готувало офіцерів артилерії, розташоване в місті Санкт-Петербурзі за адресою Московський проспект, 17.

## Історія

### Дворянський полк
1807 року при 2-му кадетському корпусі на Спаській вулиці створений Волонтерний корпус. Начальником був призначений командир гренадерської роти 2-о кадетського корпусу майор Федір Гольтгойер. Першим шефом Волонтерного корпусу був цесаревич Костянтин Павлович. 1808 року Волонтерний корпус перейменований в Дворянський полк, що складався з двох батальйонів четири-ротного складу. Командиром 1-о батальйону був призначений майор Гольтгойер, 2-о батальйону — майор Енгельгарт. Загальне командування полком покладено на директора 2-о кадетського корпусу генерал-майора Андрій Клейнміхеля.
1811 року при полку сформований Дворянський кавалерійський ескадрон на 110 осіб. Протягом 1812 відбулося 15 випусків; було випущено в офіцери 1148 вихованців.
1832 року Дворянський полк був відділений від 2-о кадетського корпусу та перетворений на самостійний навчальний заклад. Полку призначений штат в 1000 вихованців (2 батальйони по 500 осіб). Командиром полку призначений колишній командир батальйону генерал-майор Християн Вількен.
1837 року відбудовано нову будівлю училища. Полк був розділений на 40 класів. Навчальний процес розділений на два курси: загальний (4 роки) та спеціальний (2 роки). У тому ж 1837 році в складі Дворянського полку було сформовано сім гренадерських рот (за кількістю губернських кадетських корпусів) і 8-а рота кандидатів з боку, що надійшли після здачі відповідних іспитів. Перші два випуски кадетів з губернських корпусів відбулися в 1839 і 1840 році.
1842 року батальйони переформовані в одну гренадерську і три дворянських роти. Кадетів, що надійшли з губернських корпусів, розподіляли по всіх ротах.
з 1851 року полк перестав приймати абітурієнтів з боку і повністю перейшов на комплектування випускниками губернських кадетських корпусів.
7 квітня 1852 в полку заснований 3-й спеціальний клас, що мав три відділення: артилерійське, інженерне та Генерального штабу, — щоб надати можливість вихованцям, які по молодості років не могли бути випущені в офіцери після дворічного навчання, отримати більш солідну наукову підготовку, закінчити курс і вступити на службу офіцерами в спеціальні війська. Випускники другого спеціального класу виходили в піхотні, рідше в саперні та артилерійські частини.

### Костянтинівське училище
17 квітня 1855 Дворянський полк перейменований в Костянтинівський кадетський корпус, на честь першого шефа — Великого князя Костянтина Павловича. Корпус складався з двох батальйонів по 4 роти в кожному. У корпусі були загальні та 3 спеціальні класи. У 3-ій спеціальний клас переводилися найкращі з випускників 2-о спеціального класу.
1857 року корпус переведений у будинок колишнього Павловського кадетського корпусу (Московський проспект, 17). Дворянам з вищою освітою дозволено вступати в корпус на курс військових наук.
Наказом військового міністра № 112 від 14 травня 1859 перейменований в Костянтинівське військове училище. Вихованці училища називалися юнкерами та перебували на повному казенному утриманні. Юнкерам надано червоні погони.
1862 року третій спеціальні класи всіх кадетських корпусів Санкт-Петербурга переведені в Костянтинівське військове училище.
До 1863 Костянтинівське училище було єдиним військовим училищем у Російській імперії.
1863 року перейменовано у 2-е військове Костянтинівське училище. училищу визначений штат в 300 юнкерів.

### Подальша доля
З 1920 року курси стали називатися Першою Петроградською артилерійською школою командного складу.
У березні 1937 року школа перетворена в училище і стала називатися 1-е Ленінградське артилерійське училище імені Красного Октября. В 1968 році училище було перетворено в Ленінградське вище артилерійське командне училище (ЛВАКУ) з чотирирічним терміном навчання. В 1993 році на базі училища сформований Санкт-Петербурзький кадетський ракетно-артилерійський корпус.

## Відомі випускники
- Борк Костянтин Костянтинович — генерал-майор Російської імператорської армії, генеральний хорунжий Армії Української Держави.
- Волховський Михайло Миколайович — генерал-майор Російської імператорської армії, генеральний хорунжий Армії Української Держави, генерал-лейтенант Збройних Сил Півдня Росії.
- Данилевський Іван Костянтинович, полковник Армії УНР.
- Зелінський Віктор Петрович ——  генерал-полковник, командувач Південною групою Армії УНР, дипломат.
- Левицький Георгій Олександрович —— військовий агент УНР у Німеччині, Нідерландах та Данії.
- Максимів Олексій Михайлович (1897) — генеральний значковий Армії Української Держави.
- Насонів Валентин Миколайович — полковник Армії УНР.
- Сахно-Устимович Олександр Олександрович — український військовий діяч, полковник, старший ад'ютант гетьмана Павла Скоропадського.
- Силін Володимир Юрійович — полковник Армії УНР.
- Филипович Віктор Михайлович — полковник Армії УНР.
- Щуцький Борис Йосипович — генеральний значковий Армії Української Держави, в.о. військового міністра.

Див. детальніше: Категорія:Випускники Костянтинівського артилерійського училища‎
| випускний капелюх | Це незавершена стаття про університет, коледж або інший заклад вищої освіти. Ви можете допомогти проєкту, виправивши або дописавши її. |